# Rotationsellipsoid
Ein Rotationsellipsoid (englisch spheroid) ist eine Rotationsfläche, die durch die Drehung einer Ellipse um eine ihrer Achsen entsteht. Anders als bei einem dreiachsigen bzw. triaxialen Ellipsoid sind zwei Achsen gleich lang.
Je nachdem, welche der beiden Halbachsen der erzeugenden Ellipse als Drehachse fungiert, werden unterschieden:
- das abgeplattete (oblate) Ellipsoid bei Rotation um die kleine Halbachse (Beispiel: Form einer Schokolinse)
- das verlängerte (prolate) Ellipsoid bei Rotation um die große Halbachse (Beispiel: Form des Rugbyballs).

## Vorkommen

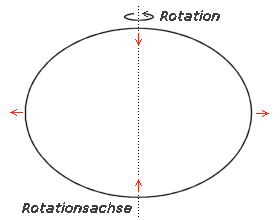
Rotationsellipsoid und Massenverlagerung (rot)

Die meisten größeren Himmelskörper sind angenähert abgeplattete Rotationsellipsoide, die auch Sphäroide genannt werden. Sie entstehen durch die Fliehkraft, die bewirkt, dass ein sich drehender kugelförmiger Körper verformt wird. An den Polen, also den Durchstoßpunkten der Rotationsachse, werden diese Körper abgeplattet, am Äquator entsteht eine Ausbauchung. Besonders deutlich ist die Abplattung bei den großen Gasplaneten Jupiter und Saturn ausgeprägt, weil sie besonders schnell rotieren und nicht verfestigt sind. Aber auch die Erde und die anderen Planeten des Sonnensystems werden durch die bei der Rotation entstehenden Fliehkräfte zu Rotationsellipsoiden verformt. Der in zehn Stunden rotierende Jupiter ist um etwa 1/16 abgeplattet, die Erdabplattung beträgt 1/298,257223563 (WGS 84).
Elliptische Galaxien sind oft keine Rotationsellipsoide, sondern triaxial.

## Parameterdarstellung

Abgeplattetes und verlängertes Rotationsellipsoid

Die folgende Parameterdarstellung beschreibt ein Rotationsellipsoid, das durch Rotation der Halb-Ellipse {\displaystyle (a\cos t,0,c\sin t),-{\tfrac {\pi }{2}}\leq t\leq {\tfrac {\pi }{2}}} (in der {\displaystyle x}-{\displaystyle z}-Ebene) um die {\displaystyle z}-Achse entsteht (s. Rotationsfläche):
{\displaystyle {\begin{pmatrix}a~\cos t~\cos \varphi \\a~\cos t~\sin \varphi \\c~\sin t\end{pmatrix}}\qquad (-{\tfrac {\pi }{2}}\leq t\leq {\tfrac {\pi }{2}}\ ,\ 0\leq \varphi <2\pi ,\ 0<a,c)}.
Die Zahlen {\displaystyle a,c} sind die Halbachsen der rotierenden Halbellipse. Im Fall {\displaystyle a>c} entsteht ein abgeplattetes Rotationsellipsoid, im Fall {\displaystyle a<c} ein verlängertes Rotationsellipsoid. Falls {\displaystyle a=c} ist, ergibt sich eine Kugel mit Radius {\displaystyle a}.
Man beachte: Die Pole (Punkte auf der Rotationsachse) besitzen keine eindeutige Darstellung.
Das entstandene Rotationsellipsoid besitzt die implizite Darstellung:
{\displaystyle {\frac {x^{2}+y^{2}}{a^{2}}}+{\frac {z^{2}}{c^{2}}}=1\ .}

## Volumen
Das Volumen des obigen Rotationsellipsoids beträgt
{\displaystyle V={\frac {4\pi }{3}}a^{2}c}.
Dabei ist {\displaystyle a} der Radius des Äquatorkreises und {\displaystyle c} der Abstand der Pole vom Mittelpunkt.

## Oberfläche
Die Oberfläche für das abgeplattete Ellipsoid ({\displaystyle a>c}) berechnet man mit
{\displaystyle A=2\pi a\left(a+{\frac {c^{2}}{\sqrt {a^{2}-c^{2}}}}\,\operatorname {arsinh} \left({\frac {\sqrt {a^{2}-c^{2}}}{c}}\right)\right)\ ,}
die des verlängerten Ellipsoids ({\displaystyle c>a}) mit
{\displaystyle A=2\pi a\left(a+{\frac {c^{2}}{\sqrt {c^{2}-a^{2}}}}\,\operatorname {arcsin} \left({\frac {\sqrt {c^{2}-a^{2}}}{c}}\right)\right)\ .}
Eine Kugel mit Radius {\displaystyle r} hat das Volumen {\displaystyle V={\frac {4\pi }{3}}r^{3}} und die Oberfläche {\displaystyle A=4\pi r^{2}} (s. Kugel).
Herleitung der Formeln
Der Inhalt des Flächenmantels einer durch Rotation der Kurve {\displaystyle (r(t),0,z(t))\ ,t_{1}\leq t\leq t_{2}} erzeugten Rotationsfläche ist
{\displaystyle A=2\pi \int _{t_{1}}^{t_{2}}r\ {\sqrt {{\dot {r}}^{2}+{\dot {z}}^{2}}}\,dt.\ } (siehe Rotationsfläche)
Für das obige Rotationsellipsoid ist {\displaystyle r(t)=a\cos t,\ z(t)=c\sin t}. Es muss also das Integral
{\displaystyle A=2\cdot 2\pi \int _{0}^{\pi /2}a\cos t{\sqrt {a^{2}\sin ^{2}t+c^{2}\cos ^{2}t}}\mathrm {d} t}
(2-mal ein halbes Ellipsoid) berechnet werden. Für {\displaystyle a=c} ist {\displaystyle {\sqrt {a^{2}\sin ^{2}t+c^{2}\cos ^{2}t}}={\sqrt {a^{2}(\sin ^{2}t+\cos ^{2}t)}}=a} und es ergibt sich die Oberfläche einer Kugel. Im Folgenden wird {\displaystyle a\neq c} vorausgesetzt.
Die Substitution {\displaystyle u=\sin t} mit {\displaystyle \mathrm {d} u=\cos t\mathrm {d} t} führt zu
{\displaystyle A=4\pi a\int _{0}^{1}\!\!{\sqrt {a^{2}u^{2}+c^{2}(1-u^{2})}}\ \mathrm {d} u=4\pi a\int _{0}^{1}\!\!{\sqrt {(a^{2}-c^{2})u^{2}+c^{2}}}\ \mathrm {d} u}
und damit zu
{\displaystyle A=4\pi a{\sqrt {a^{2}-c^{2}}}\int _{0}^{1}\!\!{\sqrt {u^{2}+{\frac {c^{2}}{a^{2}-c^{2}}}}}\ \mathrm {d} u\quad ,} falls {\displaystyle a>c}, und
{\displaystyle A=4\pi a{\sqrt {c^{2}-a^{2}}}\int _{0}^{1}\!\!{\sqrt {{\frac {c^{2}}{c^{2}-a^{2}}}-u^{2}}}\ \mathrm {d} u\quad ,} falls {\displaystyle c>a}.
Unter Beachtung, dass der Bruch unter der Quadratwurzel in beiden Fällen positiv ist, ergeben sich mit Hilfe einer Integrationstabelle (z. B. Bronstein-Semendjajew) die Stammfunktionen für die beiden Integrale und schließlich die oben angegebenen Formeln für die Oberfläche.

## Anwendung
In der Geodäsie, Kartografie und den anderen Geowissenschaften werden Rotationsellipsoide als geometrische Annäherung an das physikalische Geoid benutzt. Diese Rotationsellipsoide dienen dann als Referenzfläche, um die Lage bzw. Höhe von Objekten der Erdoberfläche anzugeben. Man spricht dann von einem Referenzellipsoid.
In einem Hohlkörper reflektieren die Begrenzungsflächen des (gestreckten) Rotationsellipsoids die Strahlung von einem Brennpunkt zum anderen. Den Effekt nutzt ein Flüstergewölbe für die Bündelung von Schallwellen.
Derart geformte optische Reflektoren bündeln die Strahlung einer nahezu punktförmigen, sich in einem der Brennpunkte befindlichen Lichtquelle auf den anderen Brennpunkt des Ellipsoids. Dort kann sich die Grenzfläche eines Lichtleitkabels, ein anderes optisches Element oder der Ort eines strahlungsinduzierten Prozesses befinden.

## Anwendungsbeispiele

### Jupiter und Saturn
Die Planeten Jupiter und Saturn sind wegen den durch die schnelle Rotation wirkenden Zentrifugalkräfte an den Polen deutlich flacher als am Äquator und haben annähernd die Form eines Rotationsellipsoids.

#### Jupiter
Jupiter hat den Äquatordurchmesser 142984 km und den Poldurchmesser 133708 km. Also gilt für die Halbachsen {\displaystyle a=71492\ \mathrm {km} } und {\displaystyle c=66854\ \mathrm {km} }. Die Masse des Jupiter beträgt etwa 1,899 · 1027 kg. Daraus ergibt sich mithilfe der oben genannten Formeln für das Volumen, die mittlere Dichte und die Oberfläche:
- Volumen: {\displaystyle V={\frac {4}{3}}\cdot \pi \cdot a^{2}\cdot c={\frac {4}{3}}\cdot \pi \cdot (71492\ \mathrm {km} )^{2}\cdot 66854\ \mathrm {km} \approx 1{,}4313\cdot 10^{15}\ \mathrm {km^{3}} }

Das ist etwa 1321-mal so viel wie das Volumen der Erde.
- Mittlere Dichte: {\displaystyle \rho ={\frac {m}{V}}={\frac {1{,}899\cdot 10^{27}\ \mathrm {kg} }{1{,}4313\cdot 10^{15}\ \mathrm {km^{3}} }}={\frac {1{,}899\cdot 10^{27}\ \mathrm {kg} }{1{,}4313\cdot 10^{24}\ \mathrm {m^{3}} }}\approx 1327\ \mathrm {kg} /\mathrm {m^{3}} }

Jupiter hat also insgesamt eine etwas höhere Dichte als Wasser unter Standardbedingungen.
- Oberfläche: {\displaystyle A\approx 4\cdot \pi \cdot \left({\frac {(a\cdot b)^{\frac {8}{5}}+(a\cdot c)^{\frac {8}{5}}+(b\cdot c)^{\frac {8}{5}}}{3}}\right)^{\frac {5}{8}}=4\cdot \pi \cdot \left({\frac {(71492\ \mathrm {km} \cdot 71492\ \mathrm {km} )^{\frac {8}{5}}+(71492\ \mathrm {km} \cdot 66854\ \mathrm {km} )^{\frac {8}{5}}+(71492\ \mathrm {km} \cdot 66854\ \mathrm {km} )^{\frac {8}{5}}}{3}}\right)^{\frac {5}{8}}\approx 6{,}15\cdot 10^{10}\ \mathrm {km^{2}} }

Das ist etwa 121-mal so viel wie die Oberfläche der Erde.

#### Saturn
Saturn hat den Äquatordurchmesser 120536 km und den Poldurchmesser 108728 km. Also gilt für die Halbachsen {\displaystyle a=60268\ \mathrm {km} } und {\displaystyle c=54364\ \mathrm {km} }. Die Masse des Saturn beträgt etwa 5,683 · 1026 kg. Daraus ergibt sich:
- Volumen: {\displaystyle V={\frac {4}{3}}\cdot \pi \cdot a^{2}\cdot c={\frac {4}{3}}\cdot \pi \cdot (60268\ \mathrm {km} )^{2}\cdot 54364\ \mathrm {km} \approx 8{,}2713\cdot 10^{14}\ \mathrm {km^{3}} }

Das ist etwa 764-mal so viel wie das Volumen der Erde.
- Mittlere Dichte: {\displaystyle \rho ={\frac {m}{V}}={\frac {5{,}683\cdot 10^{26}\ \mathrm {kg} }{8{,}2713\cdot 10^{14}\ \mathrm {km^{3}} }}={\frac {5{,}683\cdot 10^{26}\ \mathrm {kg} }{8{,}2713\cdot 10^{23}\ \mathrm {m^{3}} }}\approx 687\ \mathrm {kg} /\mathrm {m^{3}} }

Saturn hat also insgesamt eine etwas geringere Dichte als Wasser unter Standardbedingungen.
- Oberfläche: {\displaystyle A\approx 4\cdot \pi \cdot \left({\frac {(a\cdot b)^{\frac {8}{5}}+(a\cdot c)^{\frac {8}{5}}+(b\cdot c)^{\frac {8}{5}}}{3}}\right)^{\frac {5}{8}}=4\cdot \pi \cdot \left({\frac {(60268\ \mathrm {km} \cdot 60268\ \mathrm {km} )^{\frac {8}{5}}+(60268\ \mathrm {km} \cdot 54364\ \mathrm {km} )^{\frac {8}{5}}+(60268\ \mathrm {km} \cdot 54364\ \mathrm {km} )^{\frac {8}{5}}}{3}}\right)^{\frac {5}{8}}\approx 4{,}27\cdot 10^{10}\ \mathrm {km^{2}} }

Das ist etwa 84-mal so viel wie die Oberfläche der Erde.

### Rugbyball
Ein Rugbyball hat eine Länge von etwa 280 Millimetern und an der Nebenachse einen Durchmesser von etwa 200 Millimetern. Also gilt für die Halbachsen {\displaystyle a=100\ \mathrm {mm} } und {\displaystyle c=140\ \mathrm {mm} }. Die Masse eines Rugbyballs beträgt etwa 400 Gramm. Daraus ergibt sich:
- Volumen: {\displaystyle V={\frac {4}{3}}\cdot \pi \cdot a^{2}\cdot c={\frac {4}{3}}\cdot \pi \cdot (100\ \mathrm {mm} )^{2}\cdot 140\ \mathrm {mm} \approx 5{,}86\cdot 10^{6}\ \mathrm {mm^{3}} =5{,}86\cdot 10^{-3}\ \mathrm {m^{3}} }
- Mittlere Dichte: {\displaystyle \rho ={\frac {m}{V}}={\frac {400\ \mathrm {g} }{5{,}86\cdot 10^{-3}\ \mathrm {m^{3}} }}={\frac {0{,}4\ \mathrm {kg} }{5{,}86\cdot 10^{-3}\ \mathrm {m^{3}} }}\approx 68\ \mathrm {kg} /\mathrm {m^{3}} }

### Kuppel des Berliner Reichstagsgebäudes

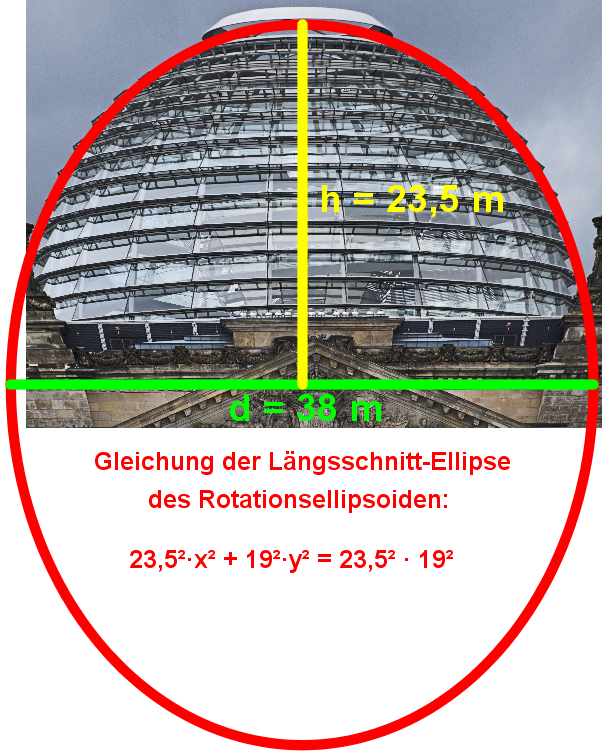

Die nach der Deutschen Wiedervereinigung neu errichtete Kuppel des Berliner Reichstagsgebäudes hat die Form eines halben Rotationsellipsoiden mit einem Durchmesser von 38 Metern an der Nebenachse und einer Höhe von 23,5 Metern. Also gilt für die Halbachsen {\displaystyle a=19\ \mathrm {m} } und {\displaystyle c=23{,}5\ \mathrm {m} }. Daraus ergibt sich das Volumen
{\displaystyle V={\frac {2}{3}}\cdot \pi \cdot a^{2}\cdot c={\frac {2}{3}}\cdot \pi \cdot (19\ \mathrm {m} )^{2}\cdot 23{,}5\ \mathrm {m} \approx 17767{,}8\ \mathrm {m^{3}} }.